# Isi ewu
L'isi ewu, signifiant "tête de chèvre" en langue igbo, est un plat traditionnel igbo préparé avec une tête de chèvre au Nigeria. Il s'agit d'une soupe igbo similaire aux pieds de vache épicés (nkwobi), sauf que l'isi ewu est composé de tête de chèvre tandis que ce dernier est composé de pied de vache. Certains restaurants choisissent de cuire toute la tête en une seule fois, mais pour réduire la quantité d'eau nécessaire à la cuisson de la soupe, la tête de chèvre est coupée en morceaux raisonnables.

## Ingrédients
Une tête de chèvre, de la noix de muscade de calebasse (également connue sous le nom de graine d'ehu), de l'oignon, de la potasse, de l'huile de palme, des feuilles d'utazi et de l'ụgba sont nécessaires pour cuisiner la soupe isi ewu.

## Préparation
La viande est bouillie jusqu'à ce qu'elle soit tendre dans une marmite ; un autocuiseur est principalement utilisé en raison de la dureté de la viande de chèvre.
L'oignon râpé, l'assaisonnement, le poivre et le sel sont ajoutés à l'huile de palme épaissie obtenue en ajoutant un mélange de potasse tamisée et d'eau à l'huile de palme dans une autre casserole entièrement.
La tête de chèvre, le cerveau séparé (écrasé au mortier), la noix de muscade de calebasse et l'ugba sont également ajoutés à l'huile de palme épaissie après quelques minutes.
L'isi ewu est servi avec des oignons émincés et des feuilles d'utazi une fois terminé.